# Девочки из Эквестрии. Радужный рок
Девочки из Эквестрии. Радужный рок (англ. My Little Pony: Equestria Girls – Rainbow Rocks) — сиквел мультфильма «Девочки из Эквестрии». Был объявлен Hasbro в рамках пресс-кит (презентации) на «Европейской международной ярмарке игрушек 2014». Выполнен в стиле «Battle of the Bands», вышел в кинопрокат 27 сентября 2014.
Сюжет нового фильма вновь развернётся в высшей школе Кантерлота. Сумеречная Искорка и её друзья-люди должны занять первое место на шоу талантов. Девочки должны донести свой опыт рок-музыки к вершине славы и затмить Адажио Дэззл и её группу «Дэззлингс» для восстановления гармонии в Кантерлотской школе.

## Разработка
13 февраля 2014 сценарист Меган Маккарти оставила сообщение в Твиттере, из которого можно сделать вывод, что она принимала участие в работе над фильмом ещё летом 2013 года.
В этот же день, автор песен Дэниэл Ингрэм в своём микроблоге сообщил, что сиквел в общей сложности будет содержать двенадцать песен.

## Сюжет
Одновременно с концом первого фильма, Адажио Дэззл и её сёстры — Соната Даск и Ария Блейз — начинают петь, используя заклинание с помощью кулонов для питания негативными эмоциями тех, кто вокруг них. Когда Шестёрка побеждает Сансет Шиммер в форме демона, Адажио чувствует Эквестрийскую магию и планирует заполучить её для подчинения человеческого мира.
Позже, в Школе Кантерлота, Сансет Шиммер пытается оказывать помощь студентам, но они отказываются принять её. Однако друзья Искорки ценят обретённую дружбу с Сансет. Школа готовится к ежегодному музыкальному конкурсу, и Радуга Дэш с подругами ведут подготовку своей группы «Рэйнбумс» для выступления. На репетициях они обнаруживают, что они превращаются в полу-пони, когда играют музыку, но не понимают почему. Позже Сансет вызвалась провести экскурсию по школе трём новым студенткам, которыми оказываются Адажио, Ария и Соната. Сансет замечает одинаковые кулоны на шеях студенток и начинает что-то подозревать.
Некоторое время спустя Адажио с сёстрами спели песню в столовой, которая заставила студентов ссориться друг с другом. Подруги, сидевшие там в это же время, замечают происходящие странности и решают рассказать всё директору. Там они узнают, что троица девушек тоже участвует в битве групп под именем «Дэззлингс», и понимают, что Селестия и Луна также находятся под заклятием. Сансет и другие предполагают, что защищены от тёмных чар магией Эквестрии. Вдохновлённая этим, Сансет вспоминает про книгу Принцессы Селестии, которая служит средством передачи записей между Землёй и Эквестрией. Она использует её, чтобы послать сообщение о помощи Сумеречной Искорке.
В Эквестрии Искорка все ещё приспосабливается к новому замку (из событий конца 4-го сезона) и получает партию книг от Принцессы Селестии, чтобы помочь пополнить библиотеку. Одна из книг является приёмником для книги Сансет, и Искорка обнаруживает её сообщение. Из старых книг она выясняет, что «Дэззлингс» являются сиренами, которые питались отрицательной энергией, создаваемой песнями. За это они были изгнаны в другое измерение Старсвирлом Бородатым. С помощью своих друзей, Искорка создала магическое зеркало, которое, высасывая магию из книги, позволяет ей и Спайку путешествовать в другой мир в любое время.
В человеческом мире, Искорка и Спайк быстро воссоединились со своими друзьями. Когда они застают заклинание «Дэззлингс» в действии, Искорка предполагает, что, взявшись за руки (как в момент победы над Сансет), они смогут вызвать магию дружбы для победы над сиренами. Однако, когда они пытаются сделать это, заклинание не работает; Искорка подозревает, что они должны использовать заклинание во время выступления в группе (запуск их формы полу-пони), и планирует сразить «Дэззлингс» во время выступления на конкурсе. «Дэззлингс» чувствуют потенциал магии, которым обладает Искорка, и усиливают свою власть над студентами, чтобы победить «Рэйнбумс» в битве групп.
Во время соревнований «Рэйнбумс» почти оказываются в финале, несмотря на вмешательство соперников. В полуфинале Радуга Дэш собирается выйти с песней, чтобы начать своё преобразование в полу-пони, но Сансет в последний момент останавливает её, зная, что это подвергнет опасности план против «Дэззлингс». Трикси и её группа по совету Адажио заманивает «Рэйнбумс» в ловушку, чтобы предотвратить их участие в финале, в ходе которого «Дэззлингс» споют самое мощное магическое заклинание для питания негативом студенчества.
В то время как друзья в ловушке спорят между собой, Сансет и Искорка понимают, что ссоры в их группе — это то, что мешает заклинанию Искорки работать, и объясняют это остальным, в результате чего пятёрка девочек примиряется. И тут группу вызволяют из ловушки Спайк и DJ-Pon3 (Винил Скрэтч), которая не была затронута заклинанием «Дэззлингс» из-за того, что всегда ходит в наушниках. С помощью Винил и её автомобиля-DJ-стенда «Рэйнбумс» создают импровизированную сцену и начинают петь против «Дэззлингс». Превращение в полу-пони помогает заклинанию Искорки, но Адажио, Ария и Соната успевают обратиться в форму сирен и почти побеждают «Рэйнбумс». Микрофон Искорки падает к ногам Сансет, и та начинает петь. Вскоре присоединяются другие. С магией Эквестрии внутри, Шиммер также превращается в полу-пони, и полная группа наконец разрушает заклинание «Дэззлингс», уничтожая их магические ожерелья. «Дэззлингс», разучившись петь из-за уничтожения магических камней, с позором убегают, в то время как остальная часть школы ликует.
Искорка готовится вернуться в Эквестрию, давая знать, что она имеет возможность вернуться в любое время благодаря волшебному зеркалу. После ухода Искорки Сансет присоединилась к «Рэйнбумс» как солистка. По окончании фильма Сансет пишет Искорке, что ей многому ещё надо научиться в дружбе, и она будет обращаться за советом.
Сцена после титров. Человеческая версия Сумеречной Искорки, которая занимается изучением странной активности вокруг Школы Кантерлота, обязуется в дальнейшем изучить этот вопрос.

## Роли озвучивали
| Актёр             | Роль                                         |
| ----------------- | -------------------------------------------- |
| Ребекка Шойкет    | Сансет Шиммер, Сумеречная Искорка (вокал)    |
| Тара Стронг       | Сумеречная Искорка                           |
| Эшли Болл         | Эпплджек и Радуга Дэш                        |
| Андреа Либман     | Флаттершай и Пинки Пай                       |
| Табита Сен-Жермен | Рарити, замдиректор Луна, Фотофиниш          |
| Кэти Уэслак       | Спайк                                        |
| Николь Оливер     | директор Селестия                            |
| Мишель Кребер     | Эппл Блум                                    |
| Кэтлин Барр       | Трикси                                       |
| Шеннон Чан-Кент   | Пинки Пай (вокал)                            |
| Кадзуми Эванс     | Адажио Дэззл, Рарити (вокал), Октавия Мелоди |
| Марика Хендрикс   | Соната Даск                                  |
| Диана Каарина     | Ария Блейз                                   |
| Винсент Тонг      | Флэш Сентри, некоторые школьники             |
| Питер Нью         | Большой Макинтош                             |
| Ли Токар          | Снипс                                        |
| Ричард Ян Кокс    | Снейлс                                       |
| Ингрид Нильсон    | Мод Пай                                      |
| Мэделин Мерло     | Соната Даск (вокал)                          |
| Шайло Шэрити      | Ария Блейз (вокал)                           |

## Реклама и брендинг

### Трейлер
13 февраля 2014 года сайт Entertainment Weekly опубликовал статью о фильме. Подробности о сюжете мультфильма были ограничены, однако в ней содержался трейлер, демонстрирующий несколько клипов и новую песню Дэниэла Ингрэма, все из короткометражки Rainbow Rocks. По состоянию на 25 июня 2014 года, «первый трейлер EG2» находится в процессе создания.

### Игровое кино
20 февраля 2014 года Hasbro выпустила игровое кино музыкального видеоклипа на своём официальном сайте, в котором снимаются шесть девочек в роли Девочек из Эквестрии в рок-группе. Как и «Magic of Friendship», действия в видеоклипе происходят в кафетерии, танцевальные движения «EG Stomp» (в мультипликационных моментах), однако в Rainbow Rocks используют рок-версию «песни в кафетерии» (англ. Cafeteria Song).

## Товары

### Книжные версии
«My Little Pony: Equestria Girls — Rainbow Rocks» — расширенное продолжение короткометражного мультфильма (вышла 8 апреля 2014), а другая — «My Little Pony: Equestria Girls: Rainbow Rocks: The Mane Event» (вышла 7 октября 2014), обе размещены на сайте Hachette Book Group.

### Игрушки
Товары Rainbow Rocks были представлены на международной ярмарке игрушек 2014 в Нью-Йорке, в том числе человеческие и пони версии таких персонажей, как Октавия Мелоди, DJ Pon-3, Сансет Шиммер, Адажио Дэззл, Соната Даск и Ария Блейз.

### Домашний просмотр
My Little Pony: Equestria Girls — Rainbow Rocks вышел на DVD и Blu-Ray дисках 28 октября 2014 года (спустя месяц после показа в кинотеатрах).